# Bison latifrons
Espèce
Bison latifrons (« front large » en latin) est une espèce éteinte de bison ayant vécu au Pléistocène il y a 200 000 ans et disparu au cours de la dernière période glaciaire il y a environ 20 000 ans.

## Découverte
Le premier fossile de Bison latifrons a été trouvé dans le Kentucky. Cette espèce fossile a été décrite pour la première fois par Harlan en 1825 (Bos latifrons), puis par Leidy en 1852 (Bison latifrons). De nombreuses autres dénominations sont connues, issues des premières descriptions.

## Description
Cette espèce de bison est la plus grande ayant vécu en Amérique du Nord parmi les 10 espèces fossiles ou vivantes identifiées.  Les mâles adultes pouvaient atteindre une hauteur au garrot de 2,5 m, un poids de près de 2 tonnes, et des cornes formant une envergure de plus de 2 mètres (contre 65cm pour les bisons actuels).

## Répartition et environnement
Bison latifrons est un descendant de  Bison priscus gigas (syn. Bison alaskensis - Bison crassicornis) et vivait en Amérique du Nord parmi la Mégafaune américaine. Des fossiles de B. latifrons ont été retrouvés dans de nombreux États américains dont la Géorgie, le  Californie , la Floride, le Dakota du Nord et jusqu’au Canada. Cette espèce occupait des régions boisées et formait des petites hardes lors de la dernière glaciation. Ses grandes cornes lui auraient servi à se défendre contre des prédateurs tels que le Lion américain, ou encore certaines espèces du genre Smilodon.

## Études récentes
Des fossiles de B. latifrons ont récemment été analysés, et son ADN a permis de retracer l’expansion des bisons en Amérique du Nord à partir d’une origine eurasiatique. Une analyse protéique a permis de reconstruire la structure de collagène ancestral.

## Sources et liens externes
- {en} Harlan, R (1825). "Bos latifrons, (nobis.): Broad headed Fossil Ox". Fauna americana: being a description of the mammiferous animals inhabiting North America. Philadelphia: Anthony Finley. p. 273.
- {en} http://library.sandiegozoo.org/factsheets/_extinct/bison_extinct/bison_extinct.htm
- {en} Occurrence of the Giant Ice Age Bison, Bison latifrons, in North Dakota. J.W. Hoganson. NDGS Newsletter, Vol29, No.2, Page1
- {en} North American Bison: Their Classification and Evolution. J. N. McDonald, University of California Press 1981
- {en} A Study of Fossil Vertebrate Types in the Academy of Natural Sciences of Philadelphia. 1995. Par E. E. Spamer, E. Daeschler, Academy of Natural Sciences of Philadelphia. Page 219
- {en} The Journal of the Cincinnati Society of Natural History. Vol X. 1887-88. Par H.P. Smith. Page 19
- {en} Memoirs of the Museum of Comparative Zool̈ogy at Harvard College, Vol. 4. The American Bisons. Part I. Page7
- {en} Fossil and genomic evidence constrains the timing of bison arrival in North America. PNAS March 28, 2017 vol. 114 no. 13 3457-3462
- {en} Preserved Proteins from Extinct Bison latifrons Identified by Tandem Mass Spectrometry; Hydroxylysine Glycosides are a Common Feature of Ancient Collagen. Mol Cell Proteomics. 2015 Jul; 14(7): 1946–1958.